# Servicio de Difusión de la Creación Intelectual
El Servicio de Difusión de la Creación Intelectual (SEDICI) es el repositorio institucional de la Universidad Nacional de La Plata. Fue creado en el año 2003 con los objetivos de facilitar el depósito de la producción científica, académica e intelectual de las distintas unidades académicas, institutos y centros de investigación y desarrollo de la UNLP, otorgarles mayor visibilidad y realizar tareas de preservación de los materiales digitales a largo plazo.
En el repositorio se incluyen: libros, libros electrónicos, artículos, tesis, tesinas, obras artísticas, revistas, reseñas y documentos legales, entre otros.

## Reseña histórica
- 2003 – Fundación del Servicio de Difusión de la Creación Intelectual
- 2003...2011 – Desarrollo y mejora continua del software propio Celsius-DL.
- 2005 – Premio INELAM a la Innovación Educativa en las Américas, otorgado por Secretaría Ejecutiva para el Desarrollo Integral de la Organización de los Estados Americanos (OEA).[2]
- 2010 – Apertura del blog para difusión de novedades, artículos, tutoriales y otros.
- 2012 – Migración a DSpace
- 2012 – DSpace 1.8.x

## DSpace
En mayo de 2012, SEDICI realizó la migración a DSpace, plataforma de software para gestionar el acervo digital de la UNLP. Esta plataforma cuenta con nuevas funcionalidades y así, se dejó atrás un desarrollo propio, Celsius DL, que fuera usado desde el comienzo y mejorado a lo largo de los años. Con la nueva plataforma, el repositorio presenta un nuevo reordenamiento del acervo de la universidad, gracias a las comunidades y colecciones de DSpace.
El cambio más importante que ha traído aparejado DSpace radica en la gestión y recuperación de la información. DSpace cuenta con un ordenamiento jerárquico de los archivos que los dispone en "comunidades" y dentro de éstas en "colecciones". Así, dentro de las comunidades pueden encontrarse las unidades académicas que componen la UNLP o los eventos llevados a cabo en ella (congresos, simposios, encuentros, etc.), y dentro de ellos colecciones de tesis, revistas, artículos o lo que corresponda dado el carácter de la comunidad que los alberga.
Por otra parte, a partir de DSpace el proceso de autoarchivo de los documentos se ha aligerado notablemente para sus autores: siguiendo una serie de pasos específicos y simples, los mismos pueden autoarchivar sus producciones vinculadas con la UNLP y luego los operadores de SEDICI completan la catalogación y subida de los materiales.

## Difusión en SEDICI
Además de ser el repositorio digital de la Universidad Nacional de La Plata, desde SEDICI se llevan a cabo varias tareas de Investigación y Desarrollo. Los resultados obtenidos son presentados en foros internacionales (congresos, simposios, workshops) y revistas (tanto científicas como de difusión) de muy diversas áreas: bibliotecología, informática, ingeniería y educación, entre otras.
En la comunidad “PreBi-SEDICI” se han alojado dos colecciones que albergan todos estos trabajos. Por un lado, en Cursos y capacitaciones se alojan presentaciones, tutoriales y otros materiales didácticos brindados en distintos cursos y talleres realizados por personal de SEDICI, mientras que en Publicaciones se encuentra el detalle de los textos publicados en revistas académicas, científicas y técnicas, así como en proceedings y actas de congresos. Desde ambas colecciones, se pueden descargar libremente los documentos en sus versiones completas, que incluyen artículos, presentaciones, pósteres y reportes técnicos, entre otros.

## Participación en Eventos

### 2012
1. Conferencia Internacional Acceso Abierto, Comunicación Científica y Preservación Digital[4]
Universidad del Norte, Barranquilla - COLOMBIA.
Fecha: 13/11/2012 – 16/11/2012
- II Conferencia Internacional sobre Bibliotecas y Repositorios Digitales - BIREDIAL’12
- III Conferencia Iberoamericana de Publicaciones Electrónicas en el Contexto de la Comunicación Científica - CIPECC’12
- VII Simposio Internacional de Biblioteca Digitales - SIBD’12
2. WEEF 2012[5]
- Foro Mundial de Ingeniería en Educación 2012. Buenos Aires, Argentina.
Fecha: 15/10/2012 – 18/10/2012
El apoyo se realizó a través de ISTEC.[6]
Otras referencias: http://sedici.unlp.edu.ar/blog/2012/09/25/xix-asamblea-general-del-istec/

### 2011
1. Conferencia Internacional Acceso Abierto, Comunicación Científica y Preservación Digital
Universidad del Rosario Bogotá - COLOMBIA.
Fecha: mayo de 2011
- I Conferencia Internacional sobre Bibliotecas y Repositorios Digitales - BIREDIAL’11

## Publicaciones SEDICI

### 2011
- Vías de publicación y derechos de autor en la academia[7]
- El desafío de la difusión abierta de las obras y los derechos de autor en las instituciones académicas
- Extract, transform and load architecture for metadata collection
- SeDiCI - Desafíos y experiencias en la vida de un repositorio digital[8]
- Notas metodológicas para cubrir la etapa de documentar una investigación

### 2010
- Service Cloud for information retrieval from multiple origins
- An ontology-based context aware system for Selective Dissemination of Information in a digital library
- Representación de los recursos dentro de una Biblioteca Digital

### 2009
- Platform for collection from heterogeneous web sources and its application to a semantic repository organization at SeDiCI: Preliminaries
- Socializing and disseminating the academic and intellectual creation: Experiences from La Plata National University
- Taller Portal de Congresos UNLP
- Estadísticas distribuidas y gestión de calidad en el marco de la Iniciativa de Enlace de Bibliotecas
- Rumbo a la Biblioteca Digital
- Recuperación y clasificación automática de información, resultados actuales y perspectivas futuras
- Plataforma de recolección en fuentes heterogéneas de la web y su aplicación a la organización de un repositorio semántico en SeDiCI: preliminares
- Celsius Network
- Socializing and disseminating the academic and intellectual creation: experiences from La Plata National University
- Características CSCW en Celsius Network

### 2008
- Storage of simulation and entities history in discrete models
- SeDiCI | Servicio de Difusión de la Creación Intelectual (Intellectual Creativity Diffusion Service)[9][10]
- Notas de Scrum
- Simulation framework for teaching in modeling and simulation areas
- Uso de componentes conexas para restauración automática de documentos digitalizados
- Servicio de Difusión de la Creación Intelectual
- Taller Portal de Revistas UNLP - 2ª edición
- Storage of simulation and entities history in discrete models
- Open modeling and simulation framework for evolutive analysis
- SeDiCI | Servicio de Difusión de la Creación Intelectual - UNLP

### 2007
- Interconnection and sharing through webservices
- Celsius Network - Celsius Imago - Celsius Bloodhound
- Celsius Bloodhound
- Celsius Network
- SeDiCI (Intellectual Creation Diffusion Service)
- Celsius Imago

### 2006
- Manuscript Character Recognition
- SeDiCI (Intellectual Creation Diffusion Service)
- Vector de características para el reconocimiento de texto manuscrito
- Tecnologías para propagar los contenidos de una Biblioteca Digital

### 2005
- Manuscript document digitalization and recognition: a first approach
- SeDiCI | Servicio de Difusión de la Creación Intelectual
- Experiencia en el harvesting de documentos OAI en el proyecto SeDiCI
- Digitalización y reconocimiento de documentos manuscritos para la preservación de patrimonio cultural
- Recuperación de información para una biblioteca digital
- Plataforma Celsius - Servicio de Referencia Digital para unidades de información

### 2004
- Formación de un proyecto ETD
- Aspectos técnicos de SEDICI[11]